# Liste der Könige von Argos
In folgender Liste sind die mythischen Könige der griechischen Stadt Argos aus antiker Zeit aufgeführt.

## Mythische Könige
| Name                  | Herrschaft                          | Sohn von                                    |
| --------------------- | ----------------------------------- | ------------------------------------------- |
| Inachos               | 19. Jahrh. v. Chr.                  | Okeanos und Tethys                          |
| Phoroneus             | 19. Jahrh. v. Chr.                  | Flussgott Inachos und Nymphe Melia          |
| Apis                  | 18. Jahrh. v. Chr.                  | Phoroneus und Nymphe Teledike               |
| Argos                 | Ende 18.–Mitte 17. Jahrh. v. Chr.   | Zeus und Niobe (Tochter des Phoroneus)      |
| Kriasos               | Mitte 17.–Anfang 16. Jahrh. v. Chr. | Argos und Euadne (Tochter des Strymon)      |
| Phorbas               | 16. Jahrh. v. Chr.                  | Argos oder Kriasos                          |
| Triopas               | 16. Jahrh. v. Chr.                  | Phorbas und Euböa                           |
| Iasos                 | 16. Jahrh. v. Chr.                  | Triopas und Soïs                            |
| Krotopos              | 16. Jahrh. v. Chr.                  | Agenor                                      |
| Sthenelas             | 15. Jahrh. v. Chr.                  | Krotopos                                    |
| Pelasgos oder Gelanor | 15. Jahrh. v. Chr.                  | Plaichthon oder Sthenelas                   |
| Danaos                | 15. Jahrh. v. Chr.                  | Belos und Anchinoe                          |
| Lynkeus               | 15. Jahrh. v. Chr.                  | Aigyptos und Argyphie                       |
| Abas                  | 14. Jahrh. v. Chr.                  | Lynkeus (Sohn des Aigyptos) und Hypermestra |
| Proitos               | 14. Jahrh. v. Chr.                  | Abas und Aglaia (Tochter des Mantineus)     |
| Akrisios              | 14. Jahrh. v. Chr.                  | Abas und Aglaia (Tochter des Mantineus)     |
| Perseus               | 14. Jahrh. v. Chr.                  | Zeus und Danaë                              |
| Megapenthes           | 14. Jahrh. v. Chr.                  | Proitos (Sohn des Abas) und Stheneboia      |
| Argeus                | 14. Jahrh. v. Chr.                  | Megapenthes (Sohn des Proitos)              |

## Dreiteilung der Herrschaft
| Anaxagoriden | Biantiden | Melampiden  | Herrschaft         |
| ------------ | --------- | ----------- | ------------------ |
| Anaxagoras   | Bias      | Melampus    | 13. Jahrh. v. Chr. |
| Alektor      | Talaos    | Antiphates  | 13. Jahrh. v. Chr. |
|              |           | Oikles      | 13. Jahrh. v. Chr. |
| Iphis        | Adrastos  | Amphiaraos  | 13. Jahrh. v. Chr. |
| Sthenelos    | Diomedes  |             | 13. Jahrh. v. Chr. |
|              | Kyanippos |             | 12. Jahrh. v. Chr. |
| Kylarabes    | Kylarabes | Amphilochos | 12. Jahrh. v. Chr. |
| Orestes      | Orestes   | Orestes     | 12. Jahrh. v. Chr. |
| Tisamenos    | Tisamenos | Tisamenos   | 12. Jahrh. v. Chr. |

## Herakliden
| Name                | Herrschaft         | Sohn von          |
| ------------------- | ------------------ | ----------------- |
| Temenos             | 11. Jahrh. v. Chr. | Aristomachos      |
| Keisos              | 11. Jahrh. v. Chr. | Temenos           |
| Medon               | 11. Jahrh. v. Chr. | Keisos            |
| Maron               | 10. Jahrh. v. Chr. | Keisos            |
| Thestros (Thestios) | 10. Jahrh. v. Chr. | Maron             |
| Akoos oder Merops   | 10. Jahrh. v. Chr. | Thestros          |
| Aristodamidas       | 9. Jahrh. v. Chr.  | Akoos oder Merops |
| Pheidon             | 9. Jahrh. v. Chr.  | Aristodamidas     |
| Leokedes            | 8. Jahrh. v. Chr.  | Pheidon           |
| Meltas              | 8. Jahrh. v. Chr.  | Leokedes          |
| Damokratidas        | 8. Jahrh. v. Chr.  | -                 |
| Aigon               | 8. Jahrh. v. Chr.  | -                 |